# Waldhamser Bach
Der Waldhamser Bach ist ein rechter Zubringer zur Zwettl westlich von Zwettl in Niederösterreich.
Der Waldhamser Bach entspringt nördlich von Marbach am Walde und fließt danach in Richtung Norden ab, durchquert dabei Merzenstein und fließt auf den namensgebenden Ort Waldhams zu, wo er knapp davor den Jahringsbach aufnimmt. Dieser entspringt in der Nähe des Malteserteichs und des Forstteichs, die er mit Wasser versorgt und fließt über Jahrings in den Waldhamser Bach ab. Der Waldhamser Bach mündet bei Syrafeld von rechts in die Zwettl; sein Einzugsgebiet umfasst 15,7 km² in großteils offener Landschaft.